# Ist Geraldine ein Engel?
Ist Geraldine ein Engel? ist eine österreichische Filmkomödie von Steve Previn aus dem Jahr 1963.

## Handlung
Geraldine lebt bei ihrer Tante Klara und deren Mann Viktor, der Musikverleger ist. Sein Kompagnon ist der junge Niki, der mit Geraldine während der Sommerferien eine heimliche Beziehung beginnt. Sie muss zurück nach Schweden und auch Niki wird in Kürze nach Monte Carlo reisen. Häufig hat die Firma wegen Steuerangelegenheiten im Kleinstaat Monaco zu tun. Geraldine erhält zum Abschied von Niki einen kleinen Stoffbären, der angeblich sein Lieblingsstofftier war, das er einst von seiner Mutter erhalten hat. Geraldine hütet den Bären in den nächsten Monaten wie einen Schatz und schreibt sich mit Niki Liebesbriefe. Der jedoch hat in ihrer Abwesenheit zahlreiche Affären, unter anderem plant er, mit der verheirateten Elisabeth van Deysen in einen Liebesurlaub nach Monte Carlo zu reisen, wie er bei jeder Fahrt dorthin eine andere Geliebte mitnimmt.
Nach einem halben Jahr in Schweden kehrt Geraldine ins Haus ihrer Tante zurück. Aus dem Backfisch ist eine junge Frau geworden und Niki ist ehrlich überrascht, als er sie wiedersieht. Seine Reise nach Monte Carlo steht kurz bevor, doch Elisabeth sagt ihre Teilnahme ab, weil ihr Mann überraschend nach Hause gekommen ist. Tante Klara will der verliebten Geraldine die Augen öffnen und lässt sie das Telefongespräch zwischen Niki und Elisabeth mithören. Geraldine ist empört. Weil Niki die Flugkarten bereits erworben hat, lädt er Geraldine ein, mit ihm nach Monte Carlo zu kommen. Sie sagt zu, will ihm dabei jedoch eine Lehre erteilen.
In Monte Carlo gibt sich Geraldine spröde. Aus Versehen nimmt sie ein für Niki gedachtes Schlafmittel am Abend selbst ein und wird nun unglaublich müde. Niki jedoch will die Nacht mit ihr verbringen und so flüchtet Geraldine über den Balkon in das Nebenzimmer, wo sie sich schlafenlegt. Der Inhaber dieses Zimmers ist der Playboy Jan, der jedoch von Frauen die Nase voll hat und dies in der Hotelbar betrinkt. Niki, der Geraldine nicht finden kann, schließt sich ihm an, und beide trinken auf die Schlechtigkeit der Frauen. Jan findet kurz darauf die ihm unbekannte Geraldine in seinem Bett, zieht sich jedoch zurück und verbringt die Nacht auf dem Balkon. Geraldine flüchtet am nächsten Morgen in ihr Zimmer, verliert in Jans Zimmer jedoch ihren Schuh. Sie packt eilig ihre Sachen und fährt zurück nach Hause. Ihr Hotelzimmer bleibt jedoch nicht lange unbelegt, da Elisabeth van Deysen kurzfristig nachgereist ist und das sowieso auf ihren Namen gebuchte Hotelzimmer bezieht. Dies sorgt bei Niki für Überraschung und bei Jan für Verwirrung.
Geraldine hatte ihrer Tante etwas von einem Aufenthalt in St. Wolfgang mit Freunden erzählt. Umso überraschter ist Tante Klara, als eines Tages Jan vor der Tür steht und nach der Besitzerin des Schuhs sucht, den Geraldine im Hotelzimmer verloren hatte. So kommt heraus, dass Niki mit Geraldine in Monte Carlo war. Tante Klara vermutet das Schlimmste und will Niki dazu zwingen, Geraldine zu heiraten. Der jedoch denkt nicht daran. Geraldine wiederum trifft mit Jan eine Abmachung: Er versucht, sie und Niki zusammenzubringen, hat er doch erkannt, dass sie Niki liebt. Schafft er es nicht, wird sie wiederum ihm eine Chance geben, hat sich Jan doch in den ursprünglich „unbekannten Engel“ verliebt. Jan sucht Niki auf, um das Missverständnis mit der Nacht in Monte Carlo zu klären. Niki hat jedoch gerade Besuch von Elisabeth, die er halb entkleidet vor dem Besuch im Schlafzimmer versteckt hat. Geraldine kommt nach und sieht nicht nur zahlreiche Stoffbären bei Niki, sondern auch Elisabeths versteckte Kleider. Sie tut nun so, als sei sie mit Jan zusammen und fährt mit ihm am Ende nach Monte Carlo. Niki ist empört, dass ihre Tante dies zulässt. Nach einigen Verwirrungen um Flugtickets landen am Ende Niki, Onkel Viktor und auch Tante Klara in Monte Carlo, wo bereits Geraldine und Jan sind. Tante Klara bringt Viktor vom Fremdgehen ab. Jan wiederum macht Geraldine klar, dass er eigentlich kein Gentleman sei und die Nacht mit ihr verbringen werde. Anschließend verriegelt er die Tür von außen, müsse er doch einem Freund in Not kurz helfen. Als er nicht zurückkommt und Geraldine nicht das Hotelzimmer verlassen kann, flüchtet sie erneut über den Balkon. Im Nachbarzimmer wartet Niki auf sie und schließt sie in die Arme. Auch Jan ist da – er hat den Trick benutzt, um Geraldine und Niki wieder zusammenzubringen. Die Nacht jedoch vergeht gesittet: Jans Zimmer liegt in der Mitte, während Geraldine und Niki in getrennten Zimmern links und rechts neben ihm schlafen müssen.

## Produktion
Da er nach einem Sängerknabenfilm noch einen Johann-Strauß-Film vorbereitete, hielt sich Steve Previn, der Bruder des Komponisten André Previn, gerade in Wien auf. Produzent Karl Spiehs nutzte die Gelegenheit, um mit ihm einen Hollywoodregisseur zu engagieren. Der Film beruht auf dem Theaterstück Ist Geraldine ein Engel von Hans Jaray aus dem Jahr 1933. Die Filmkostüme schuf Paul Seltenhammer, die Bauten stammen von Herta Hareiter. Die Produktionsleitung hatte Heinz Pollak. Die populäre Waltraud Haas ist in einem Cameo-Auftritt als Stewardess zu sehen.
Der Film kam am 30. August 1963 in die deutschen Kinos. Er war laut Spiehs eine kommerzielle und künstlerische Pleite.

## Kritik
Für den film-dienst war Ist Geraldine ein Engel? ein „anspruchsloses Verwechslungsspiel um die konservativen Geschlechterrollenklischees der frühen 60er Jahre, das seinen schwerfälligen Witz aus den immer neuen Reinfällen des Frauenhelden zu beziehen versucht.“